# Gamlarætt
Gamlarætt (oder auch Gomlurætt) ist ein regionaler Fährhafen in der Kommune Tórshavn auf den Färöern. Am Hafen liegt das nördliche Tunnelportal des Sandoyartunnilin. 

## Lage
Der Hafen liegt an der südlichen Westküste der Hauptinsel Streymoy zwischen den Orten Kirkjubøur im Süden und Velbastaður im Norden. Gamlarætt ist kein bewohnter Ort der Färöer im eigentlichen Sinne, sondern ein seinerzeit außerhalb eines solchen Ortes neu angelegter Hafen für den Fährbetrieb zwischen der Hauptinsel Streymoy und den südwestlich davon gelegenen Inseln.

## Geschichte
Als der Hafen von Gamlarætt errichtet wurde, entstand so viel Abraum an Basaltblöcken, dass er direkt zur Insel Hestur verbracht wurde, um damit eine neue Hafenmole zu bauen.
Am 27. November 1992 wurde der Hafen in Gamlarætt gleichzeitig mit dem neuen Hafen auf Hestur feierlich in Betrieb genommen.

## Passagier- und Fährverkehr

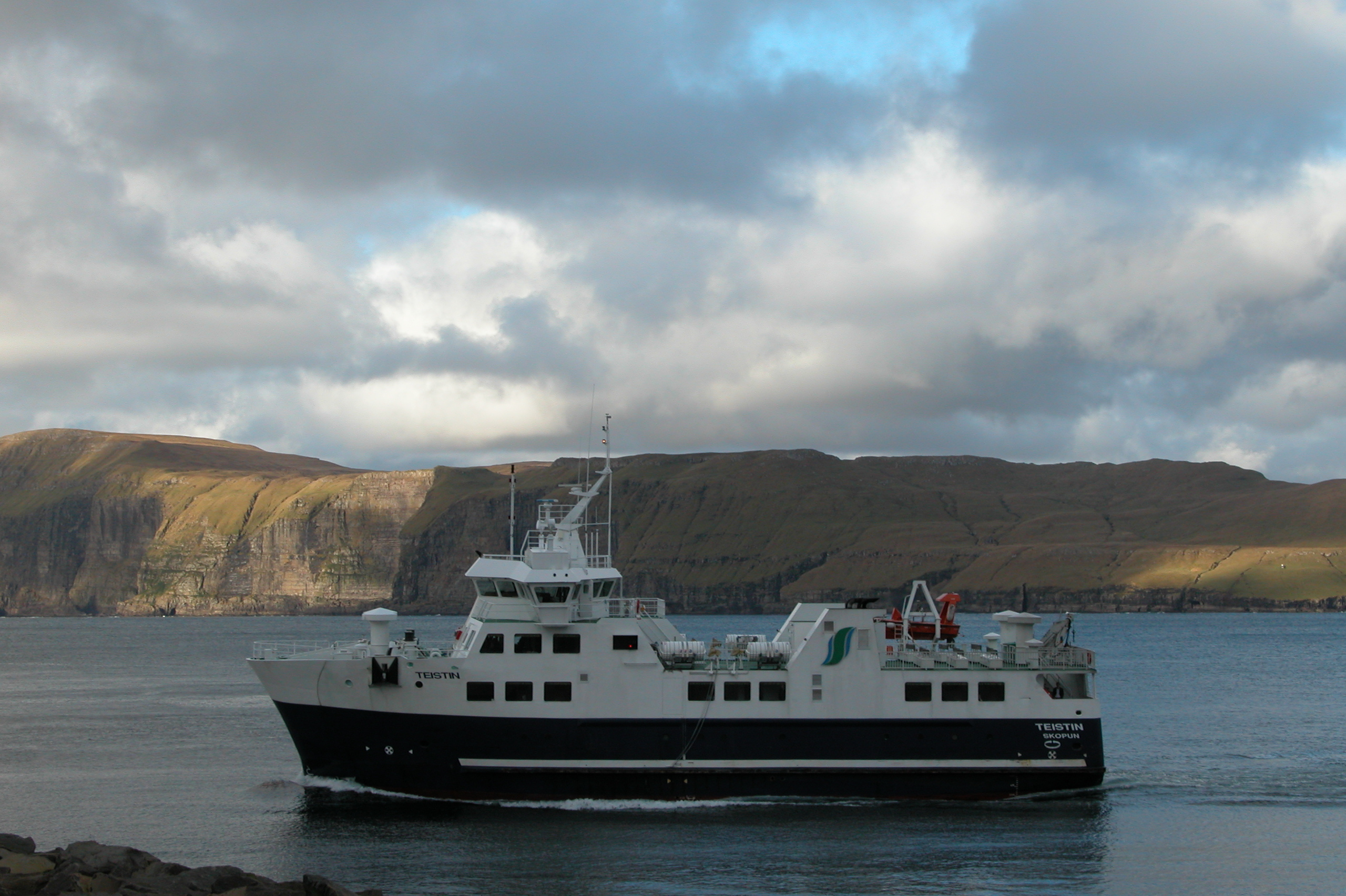
Die Fähre "Teistin" verkehrte bis Anfang 2024 zwischen Gamlarætt und Hestur und bis Dezember 2023 zwischen Gamlarætt und Skopun.

### Route 61
Strandfaraskip Landsins, die nationale Verkehrsgesellschaft für den Küsten- und Überlandbusverkehr fährt von hier aus zur westlich vorgelagerten Insel Hestur. Bis 2024 wurde die Teistin noch für die Verbindung nach Hestur eingesetzt und sollte danach durch die Erla Kongsdóttir abgelöst werden, ein wesentlich kleineres Schiff mit einer Ladekapazität von nur 3 PKWs. Dies wurde von den Einwohnern Hesturs als „Rückschritt in die Zeit von vor 30 Jahren“ kritisiert.
Seit 2024 verkehrt stattdessen die Ternan auf dieser Route, welche ähnlich groß wie die Teistin, aber deutlich älter ist.

### Route 60 und Route 85 (beide eingestellt)
Bis zur Eröffnung des Sandoyartunnilin im Dezember 2023, dessen nördliches Portal nahe dem Hafen liegt, wurde von hier aus auch die Fährverbindung nach Skopun, dem nördlichen Hafen der südlich gelegenen Insel Sandoy, betrieben. Für diese Verbindungen wurde das Fährschiff Teistin (Route 60) und zusätzlich die Frachtfähre Hasfjord (Route 85) eingesetzt.

### Buslinie Route 650
Mit der Eröffnung des Sandoyartunnilin wurde die Route 650 zwischen Sandur und Tórshavn mit Halt in Gamlarætt aufgenommen und gleichzeitig die Route 101 zwischen Tórshavn und Gamlarætt eingestellt.